# شهرستان بصره
شهرستان بصره (به عربی: قضاء البصرة) یک شهرستان در عراق است که در استان بصره واقع شده‌است.